# Parafia Wniebowzięcia Najświętszej Maryi Panny w Gręboszowie

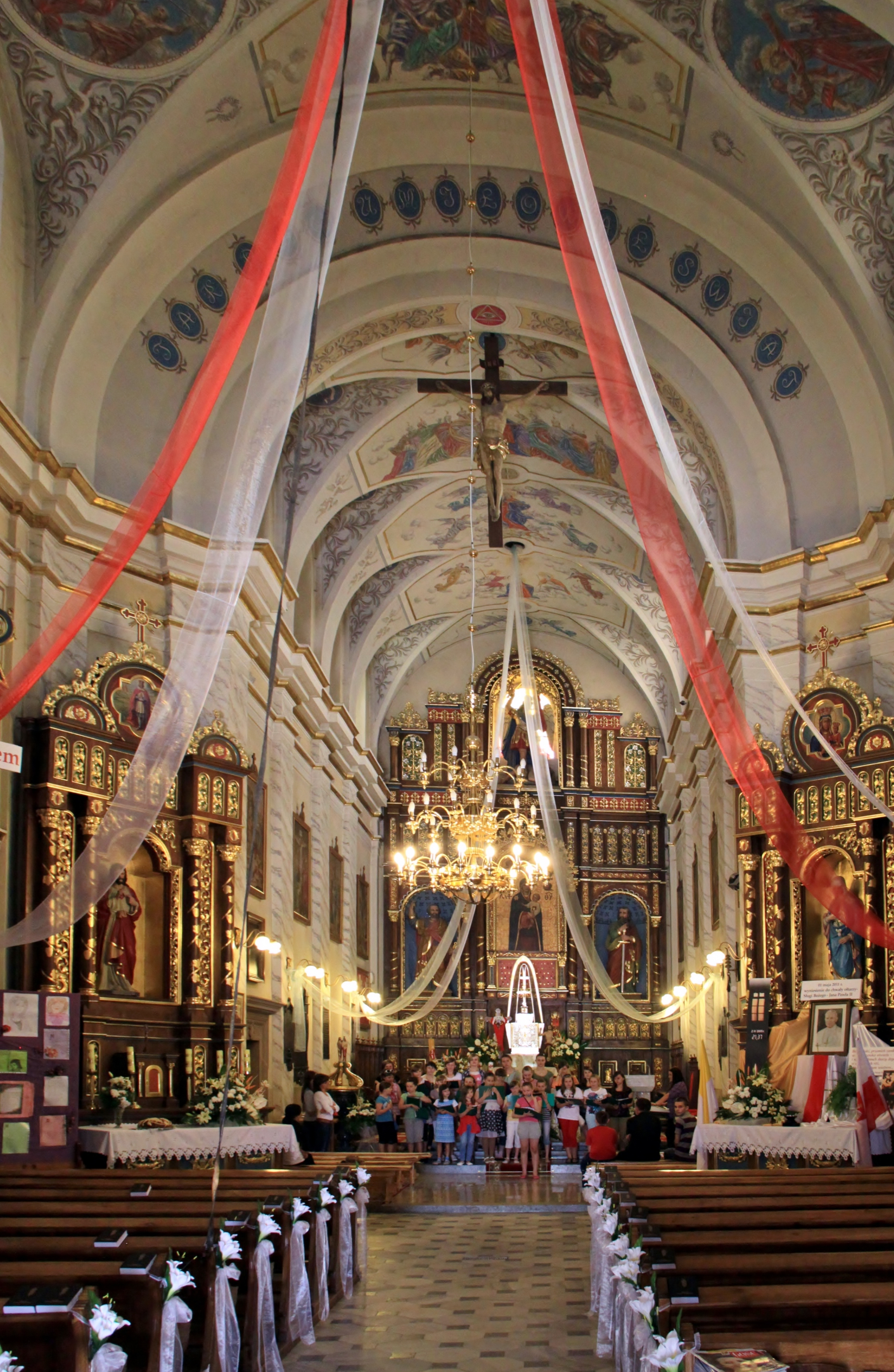
Wnętrze kościoła pw. Wniebowzięcia NMP
21 maja 2011 r.

Parafia pw. Wniebowzięcia Najświętszej Maryi Panny w Gręboszowie – parafia rzymskokatolicka znajdująca się w diecezji tarnowskiej w dekanacie Żabno. Prowadzą ją księża diecezjalni.

## Historia
Parafia w Gręboszowie powstała najprawdopodobniej z fundacji rycerskiej już w wieku XIII. Pierwsze wzmianki o parafii pochodzą z roku 1326. Pierwotny drewniany kościół, istniał w Gręboszowie do 1635 r. Wzmiankował o nim w swoich pracach jeszcze Jan Długosz. Obecny, murowany, trójnawowy zbudowany został w roku 1650 jako jednonawowy. Ufundował go wojewoda krakowski, starosta bocheński i wielicki Franciszek Dębiński a konsekrował w 1675 r. sufragan krakowski, bp Mikołaj Oborski. W XIX w. z fundacji Józefa i Zofii Załuskich kościół w kilku etapach rozbudowano do trójnawowego, przy okazji podwyższając wieżę: w 1863 r. dobudowano nawę południową, w 1864 r. podwyższono wieżę a w 1875 r. dobudowano nawę północną. W wyniku działań wojennych w roku 1915 kościół został uszkodzony, spłonęły wówczas hełm wieży, dachy i część wyposażenia wnętrza, uległa także zniszczeniu fasada świątyni. Zniszczenia usunięto po zakończeniu wojny. W kościele znajduje się wiele epitafiów i tablic pamiątkowych. Jedną z nich a mianowicie dedykowaną urodzonemu w Gręboszowie mjr. Sucharskiemu, poświęcił nawiedzający parafię w listopadzie 1971 r. ówczesny metropolita krakowski kard. Karol Wojtyła. Na pamiątkę tego wydarzenia, po z górą 30 latach, 21 lipca 2002 r. na dziedzińcu przed kościołem został odsłonięty i poświęcony pomnik Jana Pawła II autorstwa prof. Czesława Dźwigaja. Pomnik wystawiono dzięki hojności pochodzącej z Gręboszowa i okolic licznej Polonii amerykańskiej, zrzeszonej w Klubie Przyjaciół Ziemi Gręboszowskiej w Chicago.

## Zasięg parafii
Do parafii w Gręboszowie należą wierni mieszkający w następujących miejscowościach:
- Gręboszów
- Biskupice
- Karsy
- Lubiczko
- Okręg
- Ujście Jezuickie
- Wola Gręboszowska
- Zawierzbie

## Cmentarz parafialny
Cmentarz parafialny w Gręboszowie został założony ok. 1850 roku i zajmuje obecnie powierzchnię około 2 ha. Na cmentarzu znajdują się zachowane nagrobki z 2 poł. XIX w. wśród których na szczególną uwagę zasługuje klasycystyczny grobowiec rodziny Janota- Bzowskich oraz dwa pamiątkowe krzyże z ok. 1759 o bogatej ornamentyce barokowej. W tylnej części cmentarza znajduje się zaprojektowana przez Johanna Watzala, wydzielona, ogrodzona kwatera wojskowa z lat 1914 – 1915, zawierająca zbiorowe i indywidualne mogiły żołnierzy austriackich i rosyjskich (195 pochowanych – w tym: 112 z armii austro-węgierskiej i 83 z rosyjskiej) oraz zbiorową mogiłę legionistów, jak również późniejsze mogiły żołnierzy poległych w 1939 r. Terenu kwatery wojskowej obecnie ogrodzony jest betonowymi słupkami z metalową siatką wcześniej ogrodzony był z trzech stron żywopłotem pomiędzy słupkami, zaś od frontu fragmentem muru ciągłego z monumentalną – wysoką na 5,5 metra bramą.

## Inne
Na terenie parafii działają:
- Chórek parafialny
- Rycerstwo Niepokalanej
- Róże żywego różańca
- Akcja Katolicka
- Dziewczęca Służba Maryjna
- Caritas